# Чемпіонат світу з кросу 1989
Чемпіонат світу з кросу 1989 був проведений 19 березня в Ставангері.
Вперше в історії чемпіонату був розіграний комплект нагород серед жінок у юніорській віковій категорії.
Місце кожної країни у командному заліку серед дорослих чоловічих команд визначалося сумою місць, які посіли перші шестеро спортсменів цієї країни. При визначенні місць дорослої жіночої та обох юніорських команд брались до уваги перші чотири результати відповідно.

## Чоловіки
| Першість | Золото | Золото                             | Срібло | Срібло                             | Бронза | Бронза                              |
| -------- | --- | ---------------------------------- | --- | ---------------------------------- | --- | ----------------------------------- |
| Особиста | Джон Нгугі Кенія | 39.42                              | Тім Гатчінгс Велика Британія | 40.10                              | Вільфред Кірочі Кенія | 40.21                               |
| Командна | КеніяДжон Нгугі Вільфред Кірочі Ендрю Масаї Кіпкембої Кімелі Мозес Тануї Джозеф Кіптум Боніфас Меранде Джексон Руто Ібрагім Кінутія | 44 очки1 3 7 8 9 16 (25) (36) (44) | Велика БританіяТім Гатчінгс Гері Стейнс Дейв Кларк Крейг Мокрі Дейв Льюїс Річард Неруркар Імонн Мартін Джефф Тернбулл Роджер Гекні | 1472 14 15 22 45 49 (93) (136) DNF | ЕфіопіяТесфає Тафа Бекеле Дебеле Вольдесіласе Мількесса Феїса Мелесе Дебебе Деміссе Хаджі Бульбула Біделу Кібрет Демеке Бекеле Хабте Негеш | 1625 13 27 33 37 47 (77) (97) (125) |

a  Регламент змагань не передбачав вручення медалі за підсумками командного заліку тим спортсменам, які не дістались фінішу.
| Першість | Золото                                                                      | Золото              | Срібло                                                                                     | Срібло              | Бронза | Бронза                   |
| -------- | --------------------------------------------------------------------------- | ------------------- | ------------------------------------------------------------------------------------------ | ------------------- | --- | ------------------------ |
| Особиста | Аддіс Абебе Ефіопія                                                         | 25.07               | Кіб'єго Корорія Кенія                                                                      | 25.31               | Стівенсон Ньяму Кенія                                                                                              | 25.33                    |
| Командна | КеніяКіб'єго Корорія Стівенсон Ньяму Томас Осано Вільям Чемітеї Джона Бірір | 14 очок2 3 4 5 (13) | ЕфіопіяАддіс Абебе Джіло Дубе Тесгіє Легессе Тесфає Бекеле Лемі Ерпасса Ассефа Гебремедхін | 221 6 7 8 (10) (11) | ІталіяКрістіан Лойпрехт Вінченцо Модіка Франческо Беннічі Анджело Джардьєлло Антонелло Барретта Сабіно Франкавілла | 769 17 23 27 (110) (121) |

## Жінки
| Першість | Золото | Золото                     | Срібло                                                                                 | Срібло                 | Бронза                                                                                     | Бронза                 |
| -------- | --- | -------------------------- | -------------------------------------------------------------------------------------- | ---------------------- | ------------------------------------------------------------------------------------------ | ---------------------- |
| Особиста | Аннетт Сержан Франція                                                                                      | 22.27                      | Надія Степанова СРСР                                                                   | 22.34                  | Лінн Вільямс Канада                                                                        | 22.41                  |
| Командна | СРСРНадія Степанова Олена Романова Наталія Сороківська Регіна Чистякова Наталія Артемова Тетяна Позднякова | 58 очок2 9 20 27 (67) (69) | ФранціяАннетт Сержан Марія Лелю Мартін Фе Марі-П'єр Дюро Патрісія Демії Розаріо Мурсія | 601 10 17 32 (53) (93) | СШАЛінн Дженнінгс Маргарет Грос Карла Боровицька Аннетт Генд Сабріна Дорнгефер Шеллі Стілі | 686 16 21 25 (29) (86) |

| Першість | Золото                                                | Золото          | Срібло                                                                                                  | Срібло                 | Бронза                                                                                           | Бронза                 |
| -------- | ----------------------------------------------------- | --------------- | --- | ---------------------- | ------------------------------------------------------------------------------------------------ | ---------------------- |
| Особиста | Малін Еверлеф Швеція                                  | 15.23           | Ольга Назаркіна СРСР                                                                                    | 15.30                  | Естер Сайна Кенія                                                                                | 15.41                  |
| Командна | КеніяЕстер Сайна Енн Мвангі Джейн Екімат Тегла Лорупе | 40 очок3 4 5 28 | СРСРОльга Назаркіна Олена Халіман Лариса Алексеєва Світлана Єпішкіна Світлана Нестерова Ольга Богданова | 682 18 21 27 (29) (32) | ПортугаліяМоніка Гама Карла Сакраменту Карла Мачаду Лузія Діас Карла Азейтеру Ана Паула Олівейра | 848 17 20 39 (54) (74) |

## Медальний залік
| Місце                | Країна               | Золото | Срібло | Бронза | Загалом |
| -------------------- | -------------------- | ------ | ------ | ------ | ------- |
| 1                    | Кенія                | 4      | 1      | 3      | 8       |
| 2                    | СРСР                 | 1      | 3      | 0      | 4       |
| 3                    | Ефіопія              | 1      | 1      | 1      | 3       |
| 4                    | Франція              | 1      | 1      | 0      | 2       |
| 5                    | Швеція               | 1      | 0      | 0      | 1       |
| 6                    | Велика Британія      | 0      | 2      | 0      | 2       |
| 7                    | Італія               | 0      | 0      | 1      | 1       |
| 7                    | Канада               | 0      | 0      | 1      | 1       |
| 7                    | Португалія           | 0      | 0      | 1      | 1       |
| 7                    | США                  | 0      | 0      | 1      | 1       |
| Загалом (10 збірних) | Загалом (10 збірних) | 8      | 8      | 8      | 24      |

## Українці на чемпіонаті
За підсумками чоловічого забігу вінничанин Олег Сироєжко був 132-м, а у командному заліку радянської збірної — 18-м.
У юніорському забігу бориспілець Віктор Карпенко був 100-м, а за підсумками командного заліку чоловіча юніорська команда збірної СРСР посіла 22 місце.

## Відео
- Підсумки чемпіонату на YouTube